# Hermandad de la Buena Muerte (Córdoba)
La Hermandad de Nazarenos Congregantes del Santísimo Cristo de la Buena Muerte y Nuestra Señora Reina de los Mártires es una Hermandad de culto católico de Córdoba. Tiene su sede canónica en la Real Colegiata de San Hipólito, y hace su Estación de Penitencia en la madrugada del Viernes Santo, siendo en la actualidad la única Cofradía en conformar la conocida como Madrugá en la capital cordobesa.

## Historia
Un grupo de jóvenes profesionales, mayoritariamente médicos y abogados de la alta sociedad cordobesa fundó esta Hermandad en el año 1943, conformando su primer cabildo de oficiales, y poco después, aprobando sus primeros estatutos. Entre los primeros objetivos de la corporación se establecieron el conseguir los enseres imprescindibles y en la incorporación de la talla de un Crucificado, siendo éste finalmente encargado en madera de cedro a uno de los imagineros más reconocidos de la época, el sevillano Antonio Castillo Lastrucci. Sería este mismo artista el que realizaría la imagen de una Dolorosa para la Hermandad poco tiempo después.
Así, en la madrugada del Viernes Santo de 1946, la Cofradía realizó su primera Estación de Penitencia con su único Titular, inaugurando así una nueva jornada cofrade en la Semana Santa de Córdoba. Desde entonces, ninguna Hermandad ha manifestado, en el momento de su incorporación a los desfiles procesionales por la Carrera Oficial, el procesionar en la madrugada del Jueves al Viernes Santo.
Aquella salida de 1946 tuvo como prólogo el nombramiento de José María Pemán, pregonero de la Semana Santa de aquel año como hermano de la corporación. Durante la década de los cuarenta la Hermandad realizó un recorrido circunscrito básicamente al centro de la ciudad, con salida de San Hipólito a la una de la madrugada y entrada al itinerario oficial hora y media más tarde, llamando siempre la atención lo acabado de su guion procesional. Buena parte de culpa tuvo en ello su hermano mayor fundador, a quien la Hermandad de Jesús de la Pasión reconocía su valía en 1950 al otorgarle la medalla al mérito cofrade que entonces concedía.
En el año 1951 se produce la primera salida del paso de palio de la Reina de los Mártires. Su paso, una verdadera maravilla artística en muy poco tiempo concluida, combinaba lo mejor del genio creador de dos de los artistas más prestigiosos del arte cofrade contemporáneo, el orfebre Jesús Domínguez y la bordadora Esperanza Elena Caro. A día de hoy, es considerable como el paso de palio más completo de la Semana Santa cordobesa. De hecho, la Hermandad de la Buena Muerte hizo una fuerte apuesta por profesionales que ya tenían experiencia trabajando para Hermandades de la ciudad de Sevilla.
A lo largo de los años cincuenta la cofradía es una de las de vida más pujante, favorecida por el semillero de las Congregaciones Marianas, del que se nutrieron sus filas hasta entrados los ochenta.
Aunque siempre se asocia a la Hermandad con la madrugada del Viernes Santo, alteró su día de salida en los años 1961 y 1962, debido a las modificaciones del itinerario oficial, trasladado a la Judería y el patio de los Naranjos de la Santa Iglesia Catedral. En ambas ocasiones pasó a ser la primera Hermandad de la tarde del Viernes Santo, saliendo de la Colegiata a las seis y media de la tarde y entrando en el palco de horas a las ocho y media. En el año 1963 suspendió su salida por la lluvia y en 1964 vuelve a la madrugada penitencial. En el año 1973 salió en la tarde-noche del Jueves Santo entrando en Carrera Oficial en penúltimo lugar, aunque la experiencia no fue positiva, ya que al año siguiente volvió a procesionar en la madrugada, saliendo de su templo a las once de la noche del Jueves. 

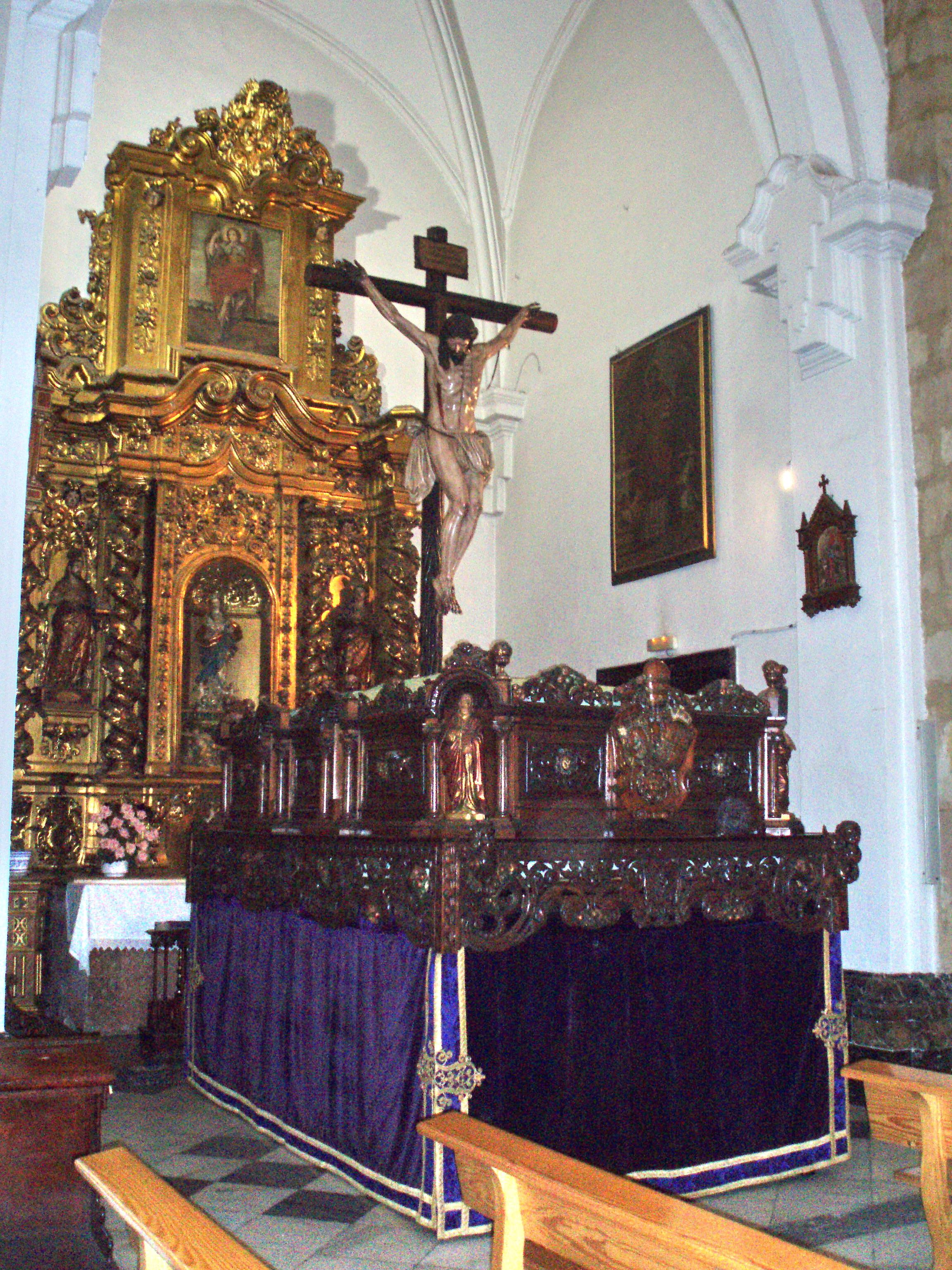
Santísimo Cristo de la Buena Muerte sobre su paso procesional.

En el año 1978 la Hermandad debió de salir solo con el paso de Cristo, debido al plante en la misma salida de los costaleros “profesionales” que debían llevar a la Reina de los Mártires. Eran los años de transición en los que las cuadrillas de hermanos estaban poniendo punto final al viejo sistema de cargadores.
En el año 1982 accede al cargo de hermano mayor D. Antonio Miguel Capdevila Gómez. Con él se produce un cambio importante ya que aunque se mantienen miembros de mayor edad que ya habían estado en directivas anteriores o incluso de incorpora a alguno de los cofrades de mayor antigüedad en el censo de la Cofradía, la mayoría de los componentes de la nueva Junta no sobrepasa los treinta años de edad. En estos años se procura la hermandad de jóvenes procedentes de movimientos alentados por la Compañía de Jesús que sirvan de sustitutivo a la desaparecida cantera de las Congregaciones Marianas. Dentro de esta dinámica se inserta el Rosario de la Aurora de la Juventud realizado en 1982, una de las escasas ocasiones en las que la Reina de los Mártires ha dejado la Colegiata. También en estos años se aprueban las necesarias restauraciones de las tallas de ambos Titulares, realizadas por Francisco Peláez del Espino entre 1984 y 1985, además de la del paso de Cristo, llevada a cabo por Ignacio Torronteras en 1984. También en ese mismo año, por cabildo de oficiales, se nombra hermanas de la corporación al resto de las Cofradías cordobesas. 

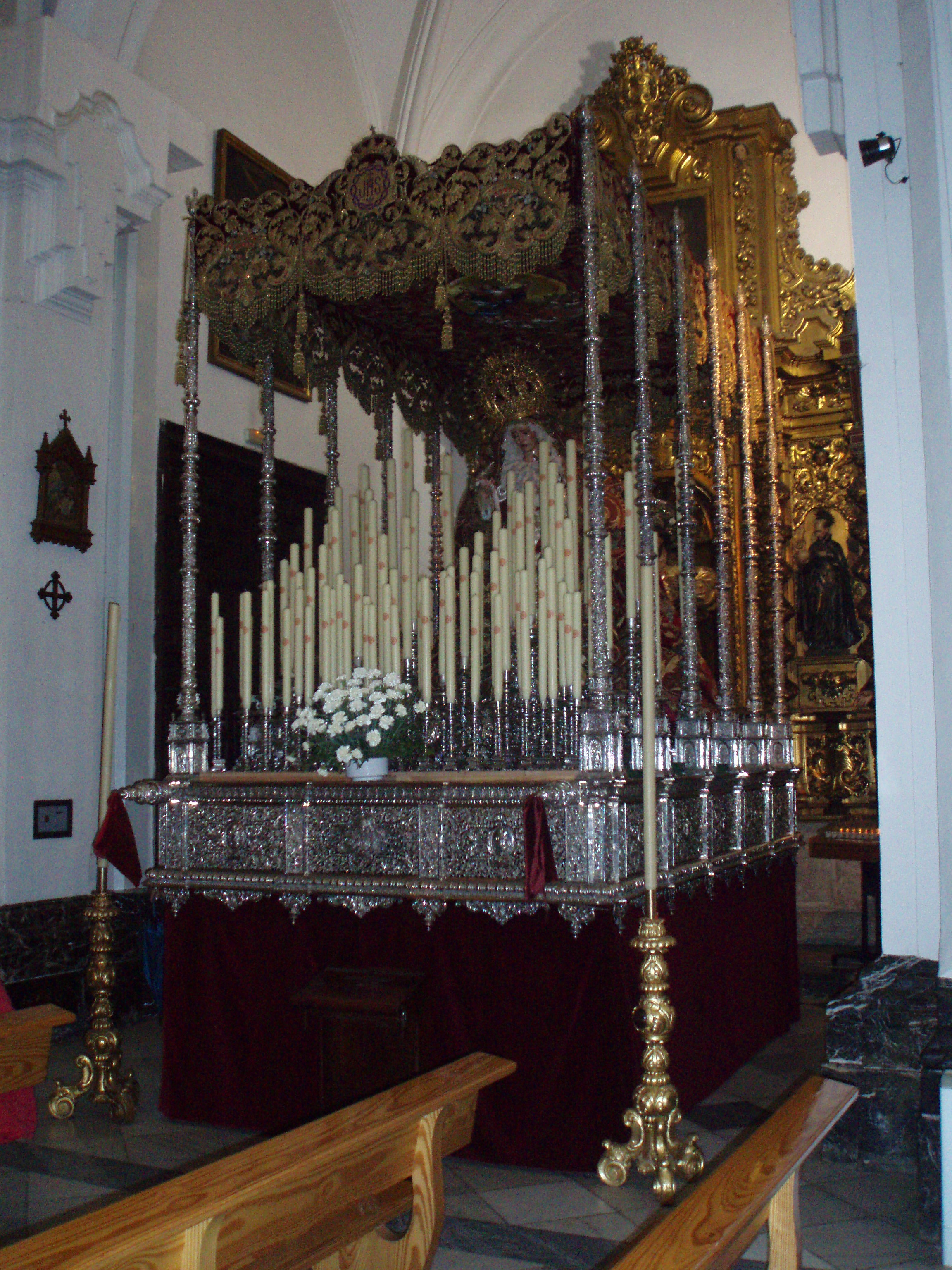
Nuestra Señora Reina de los Mártires sobre su paso de palio.

A partir del año 1990 se incorporó al recorrido el entorno e interior de la Santa Iglesia Catedral, y pocos años después, se llevarán a cabo las celebraciones del Cincuenta Aniversario Fundacional, en las que además de una extensa relación de cultos y actividades formativas, tuvo lugar el pregón conmemorativo, a cargo de D. Manuel J. Sánchez Fernández, quien años atrás había pronunciado el juvenil de la hermandad.
Aunque la hermandad admite en su seno hombres y mujeres, no es hasta el año 2004 cuando se aprueba que las mujeres puedan hacer estación de penitencia en la madrugada del Viernes Santo vestidas con túnicas de nazareno. La lluvia de ese año impidió que se produjese la incorporación de las mujeres a las filas de nazarenos, produciéndose esta incorporación en la madrugada del año 2005.
Otro hito importante ocurre en el año 2005, cuando con motivo de la celebración del Año de la Eucaristía y del XVII Centenario de los Santos Mártires, las Cofradías cordobesas decidieron realizar una Peregrinación Jubilar a la ahora Basílica Menor de San Pedro, donde se encuentran los restos de los Santos Mártires cordobeses San Acisclo y Santa Victoria. Dicha peregrinación, que se celebró el día 19 de noviembre de 2005, estuvo presidida por la imagen de Nuestra Señora Reina de los Mártires sobre su paso de palio, y a ella se invitó a participar a todas las Hermandades y Cofradías de la provincia de Córdoba.

## Imágenes Titulares
- Santísimo Cristo de la Buena Muerte:

La imagen del Señor es obra de Antonio Castillo Lastrucci en 1945 y está inspirado en la imagen del crucificado con el mismo nombre que se encuentra en Sevilla, perteneciente a la Hermandad de los Estudiantes, y que fue realizada por el célebre imaginero Juan de Mesa. Fue restaurada por Francisco Peláez del Espino en 1984 y por Miguel Ángel González en 1991.
Procesiona sobre un paso de estilo renacentista, realizado en caoba por el propio Lastrucci, y cuyos elementos más característicos son sus piezas de iluminación, que en función del año, la Hermandad rota entre cuatro faroles o cuatro hachones, que sin importante de cuales se traten, ponen el profundo simbolismo de la fe y el dolor ante la muerte buena del Señor. Éste es llevado por un total de 28 costaleros.
- Nuestra Señora Reina de los Mártires:

La talla de la Virgen también es obra de Antonio Castillo Lastrucci en 1945, siendo restaurada también por Francisco Peláez del Espino en 1985 y por Miguel Ángel González en 1990.
Reluce sobre el más completo palio cordobés, con bordados de Esperanza Elena Caro y orfebrería de Jesús Domínguez. Es portado por un total de 35 costaleros.

## Música
La hermandad realiza su Estación de Penitencia en absoluto silencio.

### Patrimonio Musical
- Saeta Cordobesa, escrita por Pedro Gámez Laserna en 1949.
- Salve Regina Martyrum, escrita por Pedro Gámez Laserna en 1952.
- 5 Piezas sobre Fragmentos de la Muerte de Nuestro Señor Jesucristo para quinteto de Viento, escritas por Diego Luis León Ramírez en 2007 las primeras tres piezas, y en 2008 las dos restantes. [3]

## Recorrido
- Recorrido de ida: Salida del Templo (00:00), Plaza de San Ignacio de Loyola, Alonso de Aguilar, Bulevar de Gran Capitán, San Felipe, Tesoro, Lope de Hoces, Paseo de la Victoria, Pintor López Obrero, Doctor Fleming, Santa Teresa de Jornet, Ronda de Isasa.
- Carrera Oficial: Puerta del Puente (2:10), Torrijos, Puerta del Perdón, Patio de los Naranjos, Santa Iglesia Catedral, Patio de los Naranjos, Puerta de Santa Catalina (3:20).
- Recorrido de vuelta: Magistral González Francés, Corregidor Luis de la Cerda, Torrijos, Deanes, Plaza Agrupación de Cofradías, Blanco Belmonte, Barroso, Sevilla, Plaza Emilio Luque, Sevilla, Gondomar, Bulevar Gran Capitán, Alonso de Aguilar, Plaza de San Ignacio de Loyola, Entrada al Templo (5:20).

## Paso por la Carrera Oficial
| Predecesor: El Esparraguero | Orden de entrada en la carrera oficial (La Madrugá) Primer lugar | Sucesor: La Soledad |